# Erika Stefani
Erika Stefani (Valdagno, 18 luglio 1971) è una politica italiana.
Senatrice della Repubblica per la Lega nella XVII, XVIII e XIX legislatura, è stata ministro per gli affari regionali e le autonomie nel governo Conte I (2018-2019) e ministro per le disabilità nel governo Draghi (2021-2022).

## Biografia
Nata a Valdagno, in provincia di Vicenza, si avvicina alla Lega Nord nel 1995. Viene eletta per la prima volta nel 1999, ricoprendo la carica di consigliera comunale di Trissino per la lista civica Insieme per Trissino.. Rieletta nel consiglio dello stesso comune alle elezioni comunali in Veneto del 2009 con la lista "Progetto Trissino - Lega Nord. Durante il mandato, ricopre le cariche di vicesindaco e assessore all'urbanistica e all'edilizia privata.
In occasione delle elezioni politiche del 2013, viene eletta al Senato della Repubblica nella circoscrizione Veneto, nelle liste della Lega Nord, entrando a far parte della Giunta delle elezioni e delle immunità parlamentari.
Confermata al Senato in occasione delle elezioni politiche del 2018 nel collegio uninominale di Vicenza, il 1º giugno 2018 giura nelle mani del Presidente della Repubblica Sergio Mattarella come ministra degli affari regionali e delle autonomie, entrando nella compagine del Governo Conte I sostenuto dalla coalizione instauratasi tra Lega e Movimento 5 Stelle, fino al 5 settembre 2019.
Il 12 febbraio 2021 viene annunciata come Ministra per le disabilità nel governo tecnico di unità nazionale presieduto da Mario Draghi, giurando il giorno successivo al palazzo del Quirinale nelle mani del Presidente della Repubblica Mattarella come ministro nel governo Draghi il 13 febbraio 2021.
Alle elezioni politiche anticipate del 25 settembre 2022 viene ricandidata per il Senato come capolista nel collegio plurinominale Veneto - 01 risultando eletta. Il 19 ottobre viene eletto Segretario del Senato con 88 voti.

## Vita privata
A gennaio 2012, mentre si stava allenando in palestra in vista di una gara di moto, la sua passione, Erika Stefani fu colpita da un aneurisma cerebrale, rimanendo in coma all'ospedale per quattro giorni.